# Città e distretto di Fiume
La città e distretto di Fiume (in tedesco: Stadt Fiume mit Gebiet; in ungherese: Fiume város és kerülete) era l'inquadramento amministrativo dato a Fiume durante il periodo austro-ungarico, fra il 1867 e il 1919.
Nell'articolata e diversificata struttura interna dell'impero, la città costituiva un corpus separatum autonomo all'interno del Terre della Corona di Santo Stefano che comprendeva anche l'Ungheria  e la Croazia-Slavonia. In virtù delle sue specificità storiche, linguistiche e territoriali, la città godette di un proprio Landtag, il consiglio regionale chiamato Dieta di Fiume. Nel progetto politico del governo di Budapest, la città di Fiume divenne quello che per l'Austria era Trieste, cioè lo sbocco sul mare, e pertanto ne copiò l'ordinamento comunale pienamente autonomo.

## Storia
La prima sistemazione autonoma di Fiume risaliva al 2 ottobre 1776, quando l'imperatrice Maria Teresa emanò una sua sovrana patente che inquadrava la città nelle terre del Regno di Ungheria sotto un proprio governatore nella persona del duca József Majláth Székhélyi, mentre un decreto del 23 aprile 1779 chiariva che Fiume doveva considerarsi un dominio diretto della corona ungherese senza alcun legame giuridico con la Croazia, all'epoca essa stessa soggetta ai magiari. Dopo due diverse invasioni napoleoniche che crearono le effimere Province Illiriche, la Restaurazione ricreò la situazione precedente finché in conseguenza e come punizione per la Rivoluzione ungherese del 1848, il governo austriaco autorizzò l'inclusione di Fiume nel Regno di Croazia-Slavonia. La situazione venne però prontamente ribaltata con l'Ausgleich del 1867: gli ungheresi pretesero e ottennero il riconoscimento del loro emporio marittimo, separando nuovamente la città dalla Croazia e sottomettendola politicamente e direttamente al governo di Budapest, mentre tutti i poteri amministrativi furono affidati alla Dieta locale.
Nei cinquant'anni dell'autonomia fiumana, la preoccupazione della maggioranza cittadina di lingua italiana fu quella di difendersi dalle esplicite mire dei croati che miravano ad includere la città nel Regno di Croazia-Slavonia, di cui peraltro faceva parte la Contea di Modros-Fiume, cioè quella che nominalmente ma non amministrativamente era la provincia della città. Di fronte ad un tale pressante rischio, la politica della comunità italiana fu sostanzialmente quella di allearsi con quella di lingua magiara, minoritaria ma non certo irrilevante (oltre il 10% della cittadinanza, in genere dipendenti pubblici) e soprattutto estremamente potente grazie all'ovvio sostegno del governo nazionale. In tal senso è da leggersi ad esempio il costante appoggio esterno dato ai governi in carica a Budapest dal deputato fiumano al Parlamento Ungherese, Riccardo Zanella; gli italiani non ignoravano il rischio di una colonizzazione culturale ungherese, ma ritenevano quella croata molto più impellente e probabile. Secondo il censimento del 1900, la città era popolata da 38.955 abitanti, di cui 26.564 erano di lingua italiana.
Con la fine della prima guerra mondiale il territorio urbano fu dapprima occupato dalle truppe della Triplice intesa nel novembre del 1918, poi conquistato dai legionari di Gabriele D'Annunzio il 12 settembre 1919 e quindi, dopo complesse vicende, eretto a Stato Libero di Fiume nel 1921 in applicazione del Trattato di Rapallo (1920). Fu poi il Trattato di Roma (1924) a dare la città di Fiume all'Italia, e i suoi dintorni alla Jugoslavia.

## Demografia
Secondo il censimento del 1900 la Città di Fiume e dintorni aveva 38.955 abitanti delle seguenti comunità linguistiche:
Totale:
- Italiano: 26.564 (68,2%)
- Croato: 7.497 (19,3%)
- Ungherese: 2.842 (7,3%)
- Tedesco: 1.945 (5,0%)
- Serbo: 55 (0,1%)
- Slovacco: 29 (0,0%)
- Romeno: 23 (0,0%)
- Ruteno: 0 (0,0%)

Secondo lo stesso censimento del 1900 erano presenti le seguenti comunità religiose:
Totale:
- Cattolicesimo: 36.104 (92,7%)
- Ebraismo: 1.172 (3,0%)
- Greco-ortodossi: 703 (1,8%)
- Calvinisti: 423 (1,1%)
- Luterani: 261 (0,7%)
- Greco-cattolici: 73 (0,2%)
- Unitari: 11 (0,0%)
- Altre e sconosciuto: 208 (0,5%)

## Collegamenti
- Corpus separatum
- Reggenza italiana del Carnaro
- Stato libero di Fiume
- Provincia di Fiume
- Andrea Ossoinack